# Privé de sens
Privé de sens est un jeu télévisé québécois diffusé à partir du 5 septembre 2011 du lundi au vendredi à 17 heures (HE) à la Télévision de Radio-Canada. Il est conçu notamment par l'humoriste Jean-Michel Anctil et animé par Normand Brathwaite.

## Principe
Deux équipes de trois joueurs (1 artiste et 2 personnes du public) s'affrontent lors de quatre jeux, les jeux testent la mémoire, le sens des mots et les cinq sens. L'équipe qui a fait le plus de points lors des quatre jeux peut jouer une minute à la finale et l'équipe qui a fait le moins de points 45 secondes.

## Jeux
L'émission compte plusieurs jeux, et chaque jour les jeux diffèrent :
1. Au pied de la lettre : C'est un jeu de lettres
2. Passez-moi l'expression : Il faut faire deviner un titre de chanson, de film, une situation, etc. à l'aide d'une phrase qui est imposée.
3. Des Pieds et des mains : C'est un jeu de mime où on doit parfois mimer sous contrainte (par ex. un costume sur-dimensionné ou encore attaché à son coéquipier).
4. Mémoire d'éléphant : Il faut répondre à une question, puis l'associer à une image préalablement mémorisée.
5. Plein la vue : C'est un jeu où il faut répondre à une question. Au préalable, les réponses potentielles sont mémorisées dans un tableau aux allures d'une grille de mots croisés.
6. C'est à qui le tweet : Il faut deviner l'auteur d'un tweet
7. Lien de parenté : Il faut trouver un titre de film, une expression, une personnalité connue à l'aide de 3 images
8. N'ajustez pas mon appareil : Il faut trouver qui parle, et associer le nom de la personnalité connue à une image
9. Examen de la vue : Il faut trouver un mot de 5 lettres dans un tableau où les lettres sont disposées dans un diagramme semblable à ceux d'un examen de la vue
10. Mouton noir : Il faut trouver l'intrus, le mot qui n'a pas de lien avec les autres.
11. Question de bon sens : Il faut répondre à une question. La difficulté réside dans le fait que les mots de la question apparaissent dans le désordre.
12. Ménage à trois : Il faut trouver un mot à l'aide de deux mots indices donnés par ses coéquipiers. Au bout d'une minute, à l'aide des mots trouvés, il faut trouver le lien qui réunit tous les mots.
13. La finale : Il faut identifier les 8 mots que son coéquipier a auparavant mémorisé et tente de faire deviner.